# Kanon Suzuki
Kanon Suzuki (鈴木香音, Suzuki Kanon, née le 5 août 1998 au Japon) est une ancienne chanteuse et idole japonaise, membre du groupe Morning Musume et du Hello! Project de 2011 à 2016.

## Biographie
C'est sa mère qui l'a encouragée à se présenter en 2010, à l'audition destinée à choisir de nouvelles chanteuses pour faire partie du groupe phare du H!P Morning Musume. Kanon Suzuki est sélectionnée en décembre 2010 parmi les cinq finalistes participant à un ultime stage d'entraînement, en vue de la sélection finale. Le 2 janvier 2011, lors d'un concert du Hello! Project, elle est officiellement présentée au public comme nouvelle membre du groupe, à 12 ans, aux côtés de deux autres participantes du stage de préparation, Erina Ikuta et Riho Sayashi, et de l'ex-Hello Pro Egg et ex-Shugo Chara Egg! Mizuki Fukumura, formant donc avec elles la "neuvième génération" du groupe ; lors de ce même concert, elle est remarquée par le public pour son énergie, son sourire et sa proximité avec son producteur, Tsunku. 
Le 7 février 2016, Suzuki annonce qu'elle quittera Morning Musume et le Hello! Project à la fin de la tournée de printemps du groupe, à 17 ans et après cinq ans et demi de présence, cessant ses activités artistiques pour se consacrer à des études dans l'aide sociale. Elle quitte effectivement le groupe et le Hello! Project le 31 mai 2016.

## Anecdotes
- Sa mentore dans Morning Musume était Aika Mitsui, contrainte de se retirer du groupe  le 18 mai 2012 pour des raisons médicales[2].
- Ses aliments favoris sont la soupe miso et les travers de bœuf[3].
- Ses couleurs préférées sont le rose, le jaune, le vert, et l'orange.
- Elle adore faire du karaoké avec ses amies et danser.
- Les membres qu'elle admire le plus dans le Hello! Project sont Aika Mitsui, Kanon Fukuda et Reina Tanaka[4].
- Ses chansons de Morning Musume préférées sont Shabondama, Kimagure Princess et Onna to Otoko no Lullaby Game.
- Elle est proche de Riho Sayashi.
- Sa couleur officielle dans le groupe est le vert foncé ; elle est la première à arborer cette couleur[5].

## Groupes
Au sein du Hello! Project
- Morning Musume (2011–)
- Ganbarou Nippon Ai wa Katsu Singers (2011)
- Reborn Eleven (2011)
- Hello! Project Mobekimasu (2011)

## Discographie

### Avec Morning Musume
Singles
- 6 avril 2011 : Maji Desu ka Suka!
- 18 mai 2011 : Only You
- 14 septembre 2011 : Kono Chikyū no Heiwa wo Honki de Negatterun da yo!
- 25 janvier 2012 : Pyoco Pyoco Ultra
- 11 avril 2012 : Renai Hunter
- 4 juillet 2012 : One, Two, Three / The Matenrō Show
- 10 octobre 2012 : Wakuteka Take a chance
- 23 janvier 2013 : Help me !!
- 17 avril 2013 : Brainstorming / Kimi Sae Ireba Nani mo Iranai
- 28 août 2013 : Wagamama Ki no Mama Ai no Joke / Ai no Gundan
- 29 janvier 2014 : Egao no Kimi wa Taiyou sa / Kimi no Kawari wa Iyashinai / What is Love?
- 16 avril 2014 : Toki o Koe Sora o Koe / Password is 0
- 15 octobre 2014 : Tiki Bun / Shabadabadō / Mikaeri Bijin
- 15 avril 2015 : Seishun Kozō ga Naiteiru / Yūgure wa Ameagari / Ima Koko Kara
- 19 août 2015 : Oh My Wish! / Sukatto My Heart / Ima Sugu Tobikomu Yūki
- 29 décembre 2015 : Tsumetai Kaze to Kataomoi / Endless Sky / One and Only
- 11 mai 2016: Tokyo to Iu Kataomoi / The Vision / Utakata Saturday Night

Albums
- 12 octobre 2011 : 12, Smart
- 12 septembre 2012 : 13 Colorful Character
- 29 octobre 2014 : 14 Shō ~The Message~

Compilation
- 25 septembre 2013 : The Best! ~Updated Morning Musume。~

Mini-album
- 15 juillet 2015 : Engeki Joshi-bu Musical "Triangle" Original Soundtrack

### Autres participations
- 22 juin 2011 : Ai wa Katsu (avec Ganbarou Nippon Ai wa Katsu Singers)
- 10 août 2011 : Reborn ~Inochi no Audition~ (avec Reborn Eleven, en distribution limitée)
- 16 novembre 2011 : Busu ni Naranai Tetsugaku (avec Hello! Project Mobekimasu)

## Filmographie
Films
- 2011 : Sharehouse (シェアハウス)

Dramas
- 2012 : Suugaku♥Joushi Gakuen (数学♥女子学園)

Internet
- 2011 : UstreaMusume

## Divers
Programmes TV
- 2011 : Bijo Gaku (美女学)
- 2011–2012 : HELLOPRO! TIME (ハロプロ！ＴＩＭＥ)

DVD
- 30 juillet 2011 : Greeting ~Suzuki Kanon~ (Greeting 〜鈴木香音〜)

Comédies musicales et théâtres
- 8-17 octobre 2011 : Reborn~Inochi no Audition~ (リボーン～命のオーディション～) (Yang Guifei)
- 2012 : Stacy's Shoujo Saisatsu Kageki (ステーシーズ 少女再殺歌劇)

Radio
- 2012– : Morning Musume no Morning Jogakuin ~Houkago Meeting~ (モーニング娘。のモーニング女学院～放課後ミーティング～)

Photobooks
- 10 septembre 2012 : Morning Musume｡ 9・10ki 1st official Photo Book (モーニング娘。9・10期 1st official Photo Book) (avec Mizuki Fukumura, Erina Ikuta, Riho Sayashi, Haruna Iikubo, Ayumi Ishida, Masaki Satō, Haruka Kudō)
- 16 décembre 2012 : Alo Hello! 9-ki Shashinshuu 2012 (avec Mizuki Fukumura, Erina Ikuta, Riho Sayashi)